# Міжнародний союз молодих соціалістів
Міжнародний союз молодих соціалістів (англ. International Union of Socialist Youth, IUSY) — об'єднання соціалістичних, соціал-демократичних і лейбористських молодіжних організацій з більш, ніж 100 держав світу. МСМС — член Соціалістичного інтернаціоналу, неформально вважається його молодіжним крилом.
Президентом МСМС є Вівіана Пінєйро (Viviana Piñeiro), представник організації «Молоді соціалісти Уругваю», член Соціалістичної партії Уругваю.

## Історія
Міжнародний союз молодих соціалістів створений в 1907 році в Штутгарті. Першим його президентом став Карл Лібкнехт.
Після Першої світової війни стався розкол в робочому русі і, разом з тим, розкол серед молодіжних лівих організацій. У 1919 році Міжнародний союз соціалістичних молодіжних організацій був реконструйований у вигляді Комуністичного молодіжного інтернаціоналу. Дві інших організації — члена заснували в 1921 році міжнародне співтовариство соціалістичних молодіжних організацій та Молодіжний робочий інтернаціонал, створений як Соціалістичної молодіжний інтернаціонал в 1923 році в Гамбурзі.
Після Другої світової війни, 30 червня 1946, в Парижі був створений IUSY.

## МСМС та Україна
Члени: Спілка молодих соціалістів, Соціал-демократична перспектива.